# Didier Ernst
Didier Ernst, né le 15 septembre 1971 à Dison (Verviers) en Belgique, est un footballeur international et entraîneur belge.
Milieu de terrain défensif puis défenseur, Ernst se fait connaître en évoluant pendant neuf saisons d'affilée au Standard de Liège, dont il est le capitaine entre 1999 et 2002.

## Biographie
Débutant au SRU Verviers, Didier Ernst a fait carrière essentiellement au Standard de Liège : il y dispute 287 matchs entre 1993 et 2002 et marque six buts pour les Rouches. De 1999 à 2002, il est capitaine du club liégeois.
Le 30 mars 1999, Didier Ernst est sélectionné en équipe nationale pour un match amical face à l'Égypte(défaite, 0-1).
À la suite de son départ du Standard en 2002, il joue à La Louvière puis au FC Brussels (en D2), à l'AS Eupen (D2), au RCS Verviers (D4 et D3), à Sprimont Comblain (D3) et enfin au FC Spa (D4), où il annonce officiellement sa retraite sportive en janvier 2009 et entame sa reconversion.
En avril 2009, il est nommé entraîneur du RCS Verviers en remplacement du Nigérian Sunday Oliseh. Il est remercié par le club en mars 2011 à la suite de mauvais résultats et alors qu'il avait déjà annoncé à la direction qu'il s'agirait de sa dernière saison avec les Verts et Blancs.
Il ne reste pas longtemps sans emploi et prend ensuite la direction de La Calamine où il n'achève toutefois pas son unique saison, claquant la porte fin février 2012 à cause de divergences d'opinions avec le président de l'Union alors qu'Ernst et son adjoint, Henri Limbourg, avaient déjà annoncé ne pas vouloir prolonger l'aventure au-delà du championnat en cours.
Deux mois plus tard, Sprimont Comblain annonce sa signature pour une année plus une autre avec option, il y prend la relève de Philippe Medery avec effet immédiat,. Après avait permis au club de retrouver la D3 et alors qu'il avait été confirmé dans ses fonctions pour une troisième saison consécutive, la direction des Carriers annonce son limogeage en avril 2014.
Il faut à Didier Ernst près de deux ans avant de retrouver un poste auprès de l'AC Milanello en P1 liégeoise où il retrouve Henri Limbourg comme adjoint.
À l'aube de la saison 2017-2018, il est cité avec insistance au Standard de Liège en vue d'endosser un rôle auprès des jeunes de l'Académie Robert Louis-Dreyfus mais une raison mystérieuse, si ce n'est qu'il se dit déçu de ses anciennes couleurs, l'en fait changer d'avis et il prend finalement la direction de Trois-Ponts qui milite alors en P2 liégeoise. Ernst et Limbourg jettent l'éponge en novembre 2017 après une sévère défaite face à Malmedy (8-1).
En mai 2019, toujours flanqué de son fidèle adjoint Henri Limbourg, il rejoint le club de Rechain en P1 liégeoise en tant que coordinateur des jeunes, un rôle qui se voit étendu au poste de directeur technique la saison suivante. Les deux compères quittent néanmoins leurs fonctions en mai 2020 lorsque Rechain et l'Excelsior de Lambermont, club voisin, décident de s'associer pour leurs équipes de jeunes dès la saison 2020-2021.

## Statistiques

### Statistiques de joueur

#### En club
| Saison                | Club                  | Championnat           | Championnat | Championnat | Championnat | Coupe nationale | Coupe nationale | Coupe nationale | Coupe de la Ligue | Coupe de la Ligue | Coupe de la Ligue | Compétition(s) continentale(s) | Compétition(s) continentale(s) | Compétition(s) continentale(s) | Compétition(s) continentale(s) | Total | Total | Total |
| Saison                | Club                  | Division              | M.          | B.          | P.d.        | M.              | B.              | P.d.            | M.                | B.                | P.d.              | Comp.                          | M.                             | B.                             | P.d.                           | M.    | B.    | P.d.  |
| 1992-1993             | Boom FC (prêt)        | Division 1            | 2           | 0           | 0           | -               | -               | -               | -                 | -                 | -                 | -                              | -                              | -                              | -                              | 2     | 0     | 0     |
| 1993-1994             | Standard de Liège     | Division 1            | 5           | 0           | 0           | -               | -               | -               | -                 | -                 | -                 | C2                             | 0                              | 0                              | 0                              | 5     | 0     | 0     |
| 1994-1995             | Standard de Liège     | Division 1            | 30          | 0           | 0           | 1               | 0               | 0               | -                 | -                 | -                 | -                              | -                              | -                              | -                              | 31    | 0     | 0     |
| 1995-1996             | Standard de Liège     | Division 1            | 29          | 0           | 0           | 1               | 0               | 0               | -                 | -                 | -                 | C3                             | 2                              | 0                              | 0                              | 32    | 0     | 0     |
| 1996-1997             | Standard de Liège     | Division 1            | 33          | 0           | 0           | 4               | 0               | 0               | -                 | -                 | -                 | CI                             | 8                              | 0                              | 0                              | 45    | 0     | 0     |
| 1997-1998             | Standard de Liège     | Division 1            | 30          | 0           | 1           | 3               | 1               | 0               | 2                 | 0                 | 0                 | CI                             | -                              | -                              | -                              | 35    | 1     | 1     |
| 1998-1999             | Standard de Liège     | Division 1            | 31          | 0           | 2           | 5               | 1               | 0               | 1                 | 0                 | 0                 | -                              | -                              | -                              | -                              | 37    | 1     | 2     |
| 1999-2000             | Standard de Liège     | Division 1            | 31          | 2           | 2           | 5               | 0               | 0               | -                 | -                 | -                 | -                              | -                              | -                              | -                              | 36    | 2     | 2     |
| 2000-2001             | Standard de Liège     | Division 1            | 31          | 1           | 4           | 2               | 0               | 0               | -                 | -                 | -                 | CI                             | 6                              | 0                              | 0                              | 39    | 1     | 4     |
| 2001-2002             | Standard de Liège     | Division 1            | 20          | 3           | 4           | 1               | 0               | 0               | -                 | -                 | -                 | C3                             | 6                              | 0                              | 0                              | 27    | 3     | 4     |
| Sous-total            | Sous-total            | Sous-total            | 240         | 6           | 13          | 22              | 2               | 0               | 3                 | 0                 | 0                 | -                              | 22                             | 0                              | 0                              | 287   | 8     | 13    |
| 2002-2003             | RAAL La Louvière      | Division 1            | 29          | 1           | 4           | 7               | 0               | 0               | -                 | -                 | -                 | -                              | -                              | -                              | -                              | 36    | 1     | 4     |
| 2003-2004             | FCM Brussels          | Division 2            | 32          | 2           | 0           | 3               | 0               | 0               | -                 | -                 | -                 | -                              | -                              | -                              | -                              | 35    | 2     | 0     |
| 2004-2005             | KAS Eupen             | Division 2            | 31          | 4           | 0           | 3               | 1               | 0               | -                 | -                 | -                 | -                              | -                              | -                              | -                              | 34    | 5     | 0     |
| 2005-2006             | RCS Verviers          | Division 3B           | 27          | 0           | 0           | 3               | 0               | 0               | -                 | -                 | -                 | -                              | -                              | -                              | -                              | 30    | 0     | 0     |
| 2006-2007             | RCS Verviers          | Division 3B           | 23          | 1           | 0           | 2               | 0               | 0               | -                 | -                 | -                 | -                              | -                              | -                              | -                              | 25    | 1     | 0     |
| Sous-total            | Sous-total            | Sous-total            | 50          | 1           | 0           | 5               | 0               | 0               | -                 | -                 | -                 | -                              | -                              | -                              | -                              | 55    | 1     | 0     |
| 2007-2008             | Sprimont-Comblain     | Division 3B           | 3           | 0           | 0           | 2               | 0               | 0               | -                 | -                 | -                 | -                              | -                              | -                              | -                              | 5     | 0     | 0     |
| 2007-2008             | Royal Spa FC          | Promotion D (D4)      | 14          | 0           | 0           | -               | -               | -               | -                 | -                 | -                 | -                              | -                              | -                              | -                              | 14    | 0     | 0     |
| 2008-2009             | Royal Spa FC          | Promotion D (D4)      | 15          | 1           | 0           | 2               | 0               | 0               | -                 | -                 | -                 | -                              | -                              | -                              | -                              | 17    | 1     | 0     |
| Sous-total            | Sous-total            | Sous-total            | 29          | 1           | 0           | 2               | 0               | 0               | -                 | -                 | -                 | -                              | -                              | -                              | -                              | 31    | 1     | 0     |
| Total sur la carrière | Total sur la carrière | Total sur la carrière | 416         | 15          | 17          | 44              | 3               | 0               | 3                 | 0                 | 0                 | -                              | 22                             | 0                              | 0                              | 485   | 18    | 17    |

#### En sélections nationales
| Saison                | Sélection             | Phases finales        | Phases finales | Phases finales | Phases finales | Éliminatoires CDM | Éliminatoires CDM | Éliminatoires CDM | Éliminatoires EURO | Éliminatoires EURO | Éliminatoires EURO | Matchs amicaux | Matchs amicaux | Matchs amicaux | Total | Total | Total |
| Saison                | Sélection             | Compétition           | M              | B              | Pd             | M                 | B                 | Pd                | M                  | B                  | Pd                 | M              | B              | Pd             | M     | B     | Pd    |
| --------------------- | --------------------- | --------------------- | -------------- | -------------- | -------------- | ----------------- | ----------------- | ----------------- | ------------------ | ------------------ | ------------------ | -------------- | -------------- | -------------- | ----- | ----- | ----- |
| 1998-1999             | Belgique              | -                     | -              | -              | -              | -                 | -                 | -                 | -                  | -                  | -                  | 1              | 0              | 0              | 1     | 0     | 0     |
| Total sur la carrière | Total sur la carrière | Total sur la carrière | -              | -              | -              | -                 | -                 | -                 | -                  | -                  | -                  | 1              | 0              | 0              | 1     | 0     | 0     |

#### Matchs internationaux
| Matchs internationaux de Didier Ernst, | Matchs internationaux de Didier Ernst, | Matchs internationaux de Didier Ernst,  | Matchs internationaux de Didier Ernst, | Matchs internationaux de Didier Ernst, | Matchs internationaux de Didier Ernst, | Matchs internationaux de Didier Ernst, | Matchs internationaux de Didier Ernst,                            |
| #                                      | Date                                   | Lieu                                    | Adversaire                             | Résultat                               | Compétition                            | Club                                   | Notes                                                             |
| -------------------------------------- | -------------------------------------- | --------------------------------------- | -------------------------------------- | -------------------------------------- | -------------------------------------- | -------------------------------------- | ----------------------------------------------------------------- |
| 1                                      | 30 mars 1999                           | Stade Maurice-Dufrasne, Liège, Belgique | Égypte                                 | D 0 - 1                                | Match amical                           | Standard de Liège                      | Entre en jeu à la place de Chris Janssens à la 46e minute de jeu. |

### Statistiques d'entraîneur
| Saison                | Club                  | Championnat           | Championnat | Championnat | Championnat | Championnat | Coupe(s) nationale(s) | Coupe(s) nationale(s) | Coupe(s) nationale(s) | Coupe(s) nationale(s) | Total | Total | Total | Total | % Victoires |
| Saison                | Club                  | Division              | M           | V           | N           | D           | M                     | V                     | N                     | D                     | M     | V     | N     | D     | % Victoires |
| --------------------- | --------------------- | --------------------- | ----------- | ----------- | ----------- | ----------- | --------------------- | --------------------- | --------------------- | --------------------- | ----- | ----- | ----- | ----- | ----------- |
| 2009-2010             | RCS Verviers          | Division 3B           | 34          | 12          | 12          | 10          | 1                     | 0                     | 0                     | 1                     | 35    | 12    | 12    | 11    | 34%         |
| 2010-2011             | RCS Verviers          | Division 3B           | 29          | 9           | 5           | 15          | 2                     | 0                     | 1                     | 1                     | 31    | 9     | 6     | 16    | 30%         |
| Sous-total            | Sous-total            | Sous-total            | 63          | 21          | 17          | 25          | 3                     | 0                     | 1                     | 2                     | 66    | 21    | 18    | 27    | 32%         |
| 2011-2012             | Union La Calamine     | Division 3B           | 24          | 11          | 5           | 8           | 2                     | 1                     | 0                     | 1                     | 26    | 12    | 5     | 9     | 46%         |
| 2012-2013             | Sprimont-Comblain     | Promotion D           | 30          | 21          | 6           | 3           | 2                     | 1                     | 0                     | 1                     | 32    | 22    | 6     | 4     | 69%         |
| 2013-2014             | Sprimont-Comblain     | Division 3B           | 31          | 12          | 5           | 14          | 2                     | 1                     | 0                     | 1                     | 33    | 13    | 5     | 15    | 39%         |
| Sous-total            | Sous-total            | Sous-total            | 61          | 33          | 11          | 17          | 4                     | 2                     | 0                     | 2                     | 65    | 35    | 11    | 19    | 54%         |
| 2015-2016             | AC Milanello          | Séries provinciales   | 12          | 6           | 3           | 3           | -                     | -                     | -                     | -                     | 12    | 6     | 3     | 3     | 50%         |
| 2016-2017             | AC Milanello          | Séries provinciales   | 30          | 11          | 6           | 13          | 1                     | 0                     | 0                     | 1                     | 31    | 11    | 6     | 14    | 35%         |
| Sous-total            | Sous-total            | Sous-total            | 42          | 17          | 9           | 16          | 1                     | 0                     | 0                     | 1                     | 43    | 17    | 9     | 17    | 40%         |
| 2017-2018             | RRC Trois-Ponts       | Séries provinciales   | 11          | 0           | 1           | 10          | -                     | -                     | -                     | -                     | 11    | 0     | 1     | 10    | 0%          |
| Total sur la carrière | Total sur la carrière | Total sur la carrière | 201         | 82          | 43          | 76          | 10                    | 3                     | 1                     | 6                     | 211   | 85    | 44    | 82    | 40%         |

## Palmarès

### Palmarès de joueur
|  |  | Standard de Liège - Championnat de Belgique : - Vice-champion : 1995 - Coupe de Belgique : - Finaliste : 1999 et 2000 - Coupe Intertoto : - Finaliste : 1996 |  | RAAL La Louvière - Coupe de Belgique (1) : - Vainqueur : 2003 |

### Palmarès d'entraîneur
|  |  | Royal Sprimont CS - Championnat de Belgique de quatrième division (1) : - Champion : 2013 (Promotion D) |